# ریوتو کیتر
ریوتو کیتر (ژاپنی: 紀藤 隆翔؛ زادهٔ ۱۴ اوت ۱۹۹۸) یک بازیکن فوتبال اهل ژاپن است.
از باشگاه‌هایی که در آن بازی کرده‌است می‌توان به باشگاه فوتبال گراونز کیتاکیوشو اشاره کرد.